# George Gamow
Georgij Antonovič Gamov, poi cambiato in George Gamow (in russo Георгий Антонович Гамов?; Odessa, 4 marzo 1904 – Boulder, 19 agosto 1968), è stato un fisico, cosmologo e divulgatore scientifico sovietico naturalizzato statunitense.
Ha lavorato su un gran numero di argomenti, fra cui il nucleo atomico, l'evoluzione stellare, la nucleosintesi stellare, la cosmologia, il decadimento alfa (spiegato grazie all'utilizzo dell'effetto tunnel). Ha contribuito inoltre in maniera importante alla comprensione dei sistemi di codificazione genetica utilizzati nella sequenza della catena elicoidale del DNA, da poco scoperta.
Fu anche un brillante divulgatore scientifico, autore, in questo campo, di opere «originali e divertenti».

## Biografia
Gamow nacque a Odessa, in Ucraina, che all'epoca faceva parte della Russia zarista. Studiò all'Università Novorossija di Odessa (1922-23) e all'Università di Leningrado (1923-1929) dove seguì i corsi di Aleksandr Aleksandrovič Fridman che proponeva soluzioni alle equazioni di Einstein che permettevano di descrivere un universo non statico, ma in espansione. Dopo la laurea, si occupò di teoria quantistica all'Università di Gottinga, dove le sue ricerche sul nucleo atomico furono alla base della sua tesi di dottorato. Lavorò quindi all'Istituto di Fisica Teorica dell'Università di Copenaghen (1928-1931) ed al Cavendish Laboratory di Cambridge, diretto da Ernest Rutherford. In questi anni continuò ad occuparsi della fisica del nucleo (proponendo tra l'altro il modello "a goccia") ma lavorò anche nel campo della fisica stellare assieme a Robert Atkinson e Fritz Houtermans.
Gamow lavorò poi in diversi istituti, prima di fuggire definitivamente dal clima sempre più opprimente della Unione Sovietica degli anni delle Grandi purghe staliniane. Nel 1934 si stabilì alla George Washington University, dove pubblicò lavori con Edward Teller, Mario Schoenberg e Ralph Alpher. Il fondamentale articolo sulla cosmogenesi scritto con Ralph Alpher fu pubblicato col nome di teoria di Alpher-Bethe-Gamow poiché Gamow aggiunse volutamente il nome di Hans Bethe per analogia con le prime tre lettere dell'alfabeto greco, alfa beta gamma.
Gamow fu uno strenuo sostenitore della teoria del Big Bang, e nei suoi lavori predisse ad esempio l'esistenza della Radiazione cosmica di fondo. Il suo modello di Big Bang prevedeva che gli elementi chimici si sarebbero costituiti prima della nascita delle stelle, grazie alla presenza di un gas di neutroni molto caldo e straordinariamente denso. Rimase a Washington fino al 1954, poi si spostò all'Università della California a Berkeley (1954), e all'Università del Colorado (1956-1968).

## Riconoscimenti
Nel 1956 gli fu conferito un premio dell'UNESCO per il suo sforzo teso a diffondere la scienza attraverso svariati libri di divulgazione.
Gli sono stati dedicati il cratere Gamow sulla Luna e l'asteroide 8816 Gamow.

## Opere divulgative
- Trent'anni che sconvolsero la fisica (la storia della teoria dei quanti), Zanichelli, 1966 ISBN 978-88-08-00824-4
- Viaggio di Mr. Tompkins all’interno di se stesso. Avventure nella nuova biologia (con Martynas Ycas), Zanichelli, 1971
- Le avventure di Mr. Tompkins. Viaggio «scientificamente fantastico» nel mondo della fisica, presentazione di Roger Penrose - postfazione di Franco Selleri, Edizioni Dedalo, 1995 ISBN 978-88-220-6172-0
- La mia linea di Universo. Un'autobiografia informale, prefazione di Giulio Giorello - postfazione di Gino Segrè, 2008, Edizioni Dedalo, 2010 ISBN 978-88-220-0238-9
- Gravità. La forza che governa l'Universo, prefazione di Gino Segrè - postfazione di Silvio Bergia, Edizioni Dedalo, 2010 ISBN 978-88-220-0248-8
- Il nuovo mondo di Mr.Tompkins. Avventure di un curioso nel mondo della fisica, con Russell Stannard, Zanichelli 2017 ISBN 978-8808617163